# Aedes brelandi
Aedes brelandi é um espécie de mosquito do género Aedes, pertencente à família Culicidae.